# Museumsplattform NRW
Die Museumsplattform NRW (Eigenschreibweise: „museums plattform nrw“) ist eine öffentliche und für alle Benutzer des World Wide Web frei zugängliche Plattform zur Kunst der Moderne in den Museen Nordrhein-Westfalens.

## Geschichte
Die Museumsplattform NRW wurde 2006 durch das NRW KULTURsekretariat initiiert und in Kooperation mit den Kunstmuseen in NRW sowie in Zusammenarbeit von Kunsthistorikern, Kuratoren, Entwicklern und Designern realisiert. Eine Pilotversion, an der sich zunächst sechs Museen beteiligten, wurde im Dezember 2007 online gestellt. Sie basiert auf einem fachlich strukturierten und zentral verwalteten Inventarisierungssystem, dessen Inhalte durch Museen und Plattformredaktion betreut werden. Die Aufnahme weiterer Museen und Werkbestände aus den Partnerstädten des NRW KULTURsekretariats folgte ab 2007. Bis heute wurden ausgewählte Bestände aus 18 Museen in NRW aufgenommen. Zurzeit befinden sich auf der Plattform 516 Werke von 334 Künstlern (Stand: Juni 2011). 2013 erhielt die Plattform den Grimme Online Award in der Kategorie Kultur und Unterhaltung.

## Zielsetzung
Das virtuelle Museum der Moderne bietet Überblick über die musealen Bestände der Moderne in NRW. Es dient als öffentliches Informationsangebot sowie als Bildungs- und Service-Plattform. Dabei wendet sich die Museumsplattform sowohl an allgemein Kunstinteressierte als auch an Fachpublikum. Sie führt ausgewählte museale Bestände der Moderne in einem zentral zugänglichen Virtuellen Museum zusammen. Historisch gewachsene Sammlungsschwerpunkte der einzelnen Museen und Museumsorte sollen dennoch erkennbar bleiben und die Sammlungsgeschichte der Museen und Kulturgeschichte in der Region dokumentieren.
Neben detaillierten Fachtexten zu den gezeigten Kunstwerken können in diesem „Netzmuseum“ auch Materialien zu Künstlern, Museumsgeschichte und Stadthistorie gesammelt werden. Alle Materialien (Texte und Bilder) können durch die Benutzer in individuelle „Sammlungen“ übertragen werden. Es besteht die Möglichkeit, diese zur persönlichen Vorbereitung eines Museumsbesuchs zu verwalten und herunterzuladen.

## Inhalte der Museumsplattform
Die Museumsplattform widmet sich denjenigen Kunstwerken der Moderne, die dauerhafter Bestandteil der regionalen Sammlungen sind und die in den Museen in NRW besichtigt werden können.
Jedes gezeigte Werk wird von ausführlichen Fachbeiträgen begleitet, die auf die Kuratoren der beteiligten Museen oder spezialisierte Kunstwissenschaftler zurückgehen. Ausführliche Biografien und historische Abrisse geben zudem nähere Informationen zu Künstlern, Museums- und Kulturgeschichte der Museumsstädte.
Die Sammlungen decken nahezu alle Gebiete der modernen bis Gegenwartskunst ab. Sie umfassen Werke, die dem Impressionismus oder Jugendstil, Expressionismus und Konstruktivismus, Surrealismus und Neuer Sachlichkeit zugeordnet werden.
Die Sammlungen folgen den künstlerischen Phänomenen der zweiten Hälfte des 20. Jahrhunderts, umfassen Objekte und Installationen, Aktionskunst und Environments, Action Painting, Informel, Pop Art, Concept Art, die postmodernen Strömungen neuer Figuration oder Land- und Body Art, Video- und Netzkunst.
Die Museumsplattform arbeitet mit einem offenen Konzept, das „Führungen“ durch die Moderne ebenso einschließt wie die freie und gezielte Suche nach Künstlern, Werken, Museen und Museumsstädten, die bereits dem Projekt angeschlossen sind.
Der Weg führt von der Museumsplattform direkt in die Sammlungen der physischen Museen, zu denen ausführliche Informationen über Reisewegen, Lage, Erreichbarkeit, Öffnungszeiten und Geschichte vorgehalten werden.
Im virtuellen Museum der Plattform werden zudem neue Werkkonstellationen nach Künstler, Ort oder Thema abrufbar, die die Werke unabhängig vom ursprünglichen musealen Sammlungskontext in neue übergreifende Ordnungen bringen.

## Beteiligte Museen
Die Museumsplattform NRW wird in Zusammenarbeit mit den beteiligten Museen der Moderne in Nordrhein-Westfalen weiterentwickelt. Der Kreis der Museen wird ebenso laufend erweitert wie die Werkauswahl im virtuellen museum der Plattform.
Derzeit beteiligt sind (Stand: Juni 2011):
- Clemens-Sels-Museum, Neuss
- Deutsches Plakatmuseum, Essen
- imai – inter media art institute, Düsseldorf
- K20 Kunstsammlung Nordrhein-Westfalen, Düsseldorf
- K21 Kunstsammlung Nordrhein-Westfalen, Düsseldorf
- Kunsthalle Recklinghausen
- Kunstmuseen Krefeld – Haus Lange, Haus Esthers, Kaiser-Wilhelm-Museum
- Kunstmuseum Bochum
- Kunstmuseum Bonn
- Kunstmuseum Gelsenkirchen
- Kunstsammlungen der Ruhr-Universität Bochum (Campusmuseum)
- Kunstsammlungen der Ruhr-Universität Bochum; Situation Kunst (für Max Imdahl)
- Ludwig Forum für Internationale Kunst, Aachen
- Ludwig Galerie Schloss Oberhausen
- LVR LandesMuseum Bonn
- Museum Abteiberg, Mönchengladbach
- Museum am Ostwall, Dortmund
- Museum Folkwang, Essen
- Stiftung Wilhelm Lehmbruck Museum, Duisburg